# Monoicia

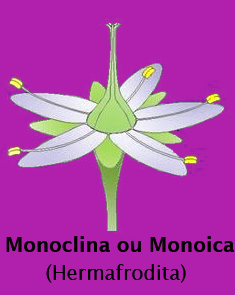
Flor bissexuada (hermafrodita), flor com estames e carpelos

Em biologia, chama-se monoica ou monoclina a uma espécie em que cada indivíduo apresenta órgãos sexuais dos dois sexos, indivíduos bissexuados ou hermafroditas. As estruturas reprodutoras também podem receber essa denominação. Como contraste, as espécies em que os sexos estão separados em diferentes indivíduos chamam-se dioicas ou diclinas.
Nos animais, como nas minhocas e caracóis terrestres, esta característica é conhecida como hermafroditismo. Em geral, os animais unissexuados não se autofecundam, fazendo fecundação cruzada.  A ténia, um verme Platelminta (Taenia solium e Taenia saginata), faz autofecundação por ter em cada anel (proglote) gâmetas dos dois sexos. Este animal é hermafrodita e se autofecunda. Nos mamíferos, o hermafroditismo é um caso teratológico, ou seja, uma má formação embrionária. Apesar do mesmo indivíduo produzir gâmetas dos dois sexos, a reprodução sexual exige a união de dois indivíduos de sexos diferentes, a fim de poder-se dar a troca de material genético.
Nas plantas as espécies podem ser monoicas ou dioicas. Nas espécies monoicas os indivíduos são hermafroditas, podendo ter flores bissexuadas (hermafroditas) ou ter flores unissexuadas masculinas e flores unissexuadas femininas na mesma planta. 
As espécies dioicas tem plantas de sexos distintos, plantas ditas masculinas (com flores unissexuadas estaminadas) e plantas ditas femininas (com flores unissexuadas pistiladas). 

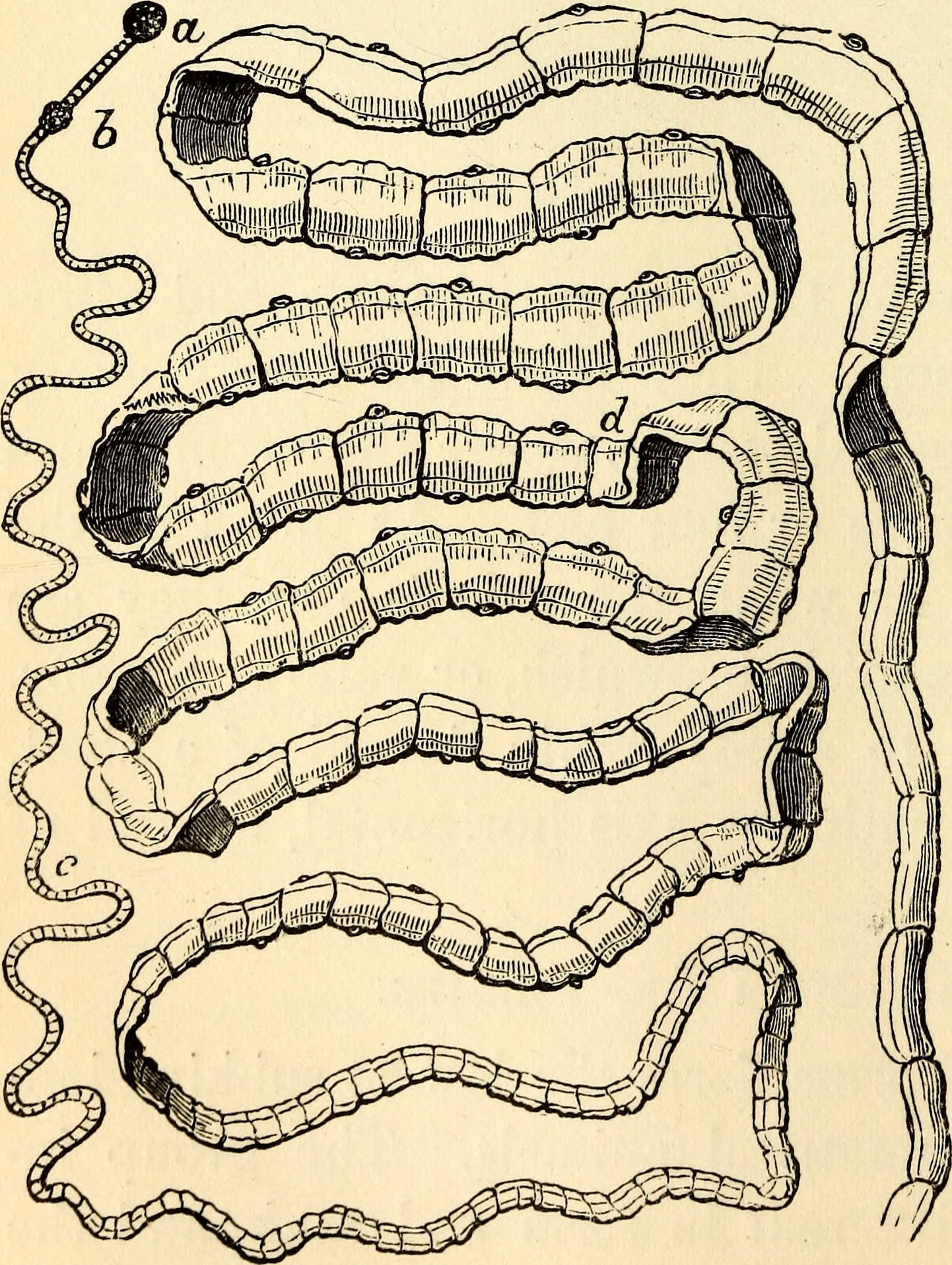
Comparative zoology, structural and systematic - for use in schools and colleges (1883) (20677723651)